# Partido Socialista Brasileiro (1945)
O Partido Socialista Brasileiro (PSB) foi um partido político brasileiro criado em 1945 como Esquerda Democrática (ED), até ser extinto por força do Ato Institucional n.º 2, de 1965.

## História

### Esquerda Democrática
Em 12 de junho de 1945, foi fundada a Esquerda Democrática, com o objetivo de consolidar num só movimento a oposição ao Estado Novo. No dia de sua fundação, o partido declarou apoio à candidatura oposicionista do brigadeiro Eduardo Gomes na eleição presidencial daquele ano. Em 25 de agosto de 1945, publicou seu manifesto, defendendo o regime representativo, o voto secreto e direto, a liberdade de expressão e a socialização gradual dos meios de produção. Coligou-se com a UDN nas eleições gerais de dezembro daquele ano.
No Rio de Janeiro, a Esquerda Democrática foi formada por lideranças como João Mangabeira, e Hermes Lima, os dois últimos foram eleitos, respectivamente, suplente e deputado constituintes naquele ano. Em Pernambuco, seus principais líderes eram o sociólogo Gilberto Freyre, autor de Casa-Grande e Senzala, Ozório Borba e Mário Apolinário dos Santos; e na Paraíba, Aluísio Campos. Na Bahia, o advogado Nestor Duarte. Em Minas Gerais o principal nome do bloco eram os jornalistas Hélio Pellegrino e Roberto Gusmão, e no Rio Grande do Sul, Bruno de Mendonça Lima.
Em São Paulo, a Esquerda Democrática foi composta por membros da antiga União Democrática Socialista (UDS), como Paulo Emílio Salles Gomes, Antônio Candido e Azis Simão. Inicialmente, também os comunistas Astrojildo Pereira e Caio Prado Júnior fizeram parte da Esquerda Democrática, mas retornaram ao PCB quando da legalização do partido. Outra vertente em São Paulo originou-se quando Mario Pedrosa retorna ao Brasil, reúne seus antigos camaradas do antigo Partido Operário Leninista em torno de seu seu jornal Vanguarda Socialista. Grande parte dos militantes iniciadores do trotskismo nos anos 1930, no Brasil, e que com ele rompem no início dos anos 1940, estarão nas fileiras do PSB: João da Costa Pimenta, Aristides Lobo, Fúlvio Abramo, Plinio Mello e Febus Gikovate.
Na sua II Convenção Nacional, em abril de 1947, a Esquerda Democrática decidiu transformar-se no Partido Socialista Brasileiro (PSB) em agosto daquele ano, sob a liderança de João Mangabeira, Hermes Lima e Domingos Vellasco.

### Pós-Convenção de 1947
Antes de 1947, houve diversas agremiações com o nome de "Partido Socialista Brasileiro" (ou "do Brasil") na história do movimento operário e socialista. Na primeira década de século XX, foram criados alguns partidos socialistas de caráter regional e em 1932, registrou-se a fundação de um efêmero Partido Socialista no Rio de Janeiro, de formação tenentista e plataforma pró-Getúlio.
Em abril de 1947, por ocasião da 2a Convenção Nacional da Esquerda Democrática, no Rio de Janeiro, seus integrantes decidiram constituir-se como Partido Socialista Brasileiro, sob a liderança de João Mangabeira, Hermes Lima e Domingos Vellasco.
O PSB foi registrado em 6 de agosto de 1947, contando em sua bancada com os dois deputados federais eleitos pela ED.

### Década de 1950
Apesar da adesão dos intelectuais e estudantes, o PSB era ainda uma força eleitoralmente fraca, com uma atuação praticamente limitada ao estado de São Paulo.
Nas eleições presidenciais de 1950, espremido entre o getulismo e as candidaturas conservadoras, o PSB optou por lançar um candidato próprio. No entanto, João Mangabeira obteve uma votação insignificante (menos de 1% dos votos) e a bancada do partido limitou-se a apenas um representante na Câmara dos deputados, o jornalista e industrial Orlando Vieira Dantas de Sergipe.
Contudo, foi a partir desse período que o PSB começou a rever seu isolamento político, aproximando-se do PCB, cuja cassação do registro eleitoral em 1947 acabou favorecendo o seu crescimento dos socialistas. Em alguns casos, o partido ofereceu a legenda para o lançamento de candidaturas comunistas. Em outros casos, obteve o franco apoio do PCB clandestino para seus integrantes, como em Pernambuco, em 1952, quando lançou o jornalista Osório Borba como candidato a governador, sendo derrotado pelo conservador Etelvino Lins. Dois anos depois, em 1955, o socialista Pelópidas da Silveira foi eleito prefeito da capital pela "Frente de Recife" (coalizão reunindo o PSB e o PTB, com apoio dos comunistas). A hegemonia da coalizão de esquerda na cidade durou até 1964.
No campo sindical, o PSB também obteve importantes adesões, como a do presidente do sindicato dos metalúrgicos de São Paulo, Remo Forli, em 1954.
Apesar da proximidade crescente com outras forças de esquerda, apedrejamento das sedes do partido em várias capitais por militantes getulistas - nas eleições de 1954, o PSB elegeu 3 deputados.
Em 1955, o partido uniu-se à coalizão antigetulista liderada pelo general Juarez Távora, candidato apoiado pela UDN.

### Aproximação com o janismo
Em São Paulo, o PSB começou a ensaiar uma aproximação política tortuosa com Jânio Quadros, ainda no início dos anos 1950. Em 1953, o partido apoiou a candidatura de Jânio à prefeitura da capital e passou a integrar a sua administração. No ano seguinte, o PSB novamente apoiou Jânio, dessa vez para governador do estado.
Com o tempo, o janismo passou a dominar as seções locais do partido nos estados de São Paulo e Paraná, onde Jânio Quadros elegeu-se deputado federal em 1958.
Mas o programa político difuso de Jânio (com apoio da classe média) sempre esteve em choque com as origens intelectuais e marxistas do PSB. A crise interna dentro do partido só foi resolvida em 1960, quando a direção nacional expulsou os janistas e anunciou o apoio ao seu adversário na campanha presidencial daquele ano, o general Teixeira Lott (lançado pela coalizão PSD-PTB), que acabou sendo derrotado.

### Radicalização na década de 1960
A expulsão dos janistas significou uma perda eleitoral significativa: de 9 deputados, o PSB viu sua bancada ser reduzida para 4 deputados em 1962.
No entanto, essa perda foi facilmente compensada pela adesão de jovens intelectuais e sindicalistas que ajudaram na retomada do programa socialista. Entre os intelectuais que aderiram ao partido se contam nomes como Evandro Lins e Silva, Antônio Houaiss, José Joffily, Evaristo de Morais Filho, Paul Singer, Jamil Haddad, Saturnino Braga e Adalgisa Nery. O PSB também recebeu adesões importantes vindas do sindicalismo rural, como Francisco Julião (ex-líder das Ligas Camponesas e depois deputado por Pernambuco) e João Pedro Teixeira (líder camponês na Paraíba, assassinado em 1962). No meio estudantil, o principal nome do partido no período era Altino Dantas.
O partido também integrou-se na Frente Parlamentar Nacionalista, alinhando sua atuação com a defesa da intervenção do Estado na economia e na rejeição das multinacionais. Essa posição foi marcada pela adesão ao partido do ex-governador de Pernambuco, Barbosa Lima Sobrinho, de fortes posições nacionalistas cada vez mais próximas da esquerda.
No Congresso, o PSB defendeu a posse e o governo do vice-presidente João Goulart e, mesmo contrário ao regime parlamentarista, participou dos gabinetes Brochado da Rocha e Hermes Lima - que havia ingressado no PTB em 1953. Nesse último período, João Mangabeira ocupou a pasta da Justiça.

Em 1962, o partido obteve uma importante vitória ao eleger o deputado alagoano Aurélio Viana como senador pela Guanabara, derrotando o favorito candidato da UDN, Juracy Magalhães.
| \| União Democrática Nacional (UDN) 1945–1965 \| União Democrática Nacional (UDN) 1945–1965 \| União Democrática Nacional (UDN) 1945–1965 \| União Democrática Nacional (UDN) 1945–1965 \| União Democrática Nacional (UDN) 1945–1965 \| União Democrática Nacional (UDN) 1945–1965 \| \| \| \| \| Esquerda Democrática 1945–1947 Partido Socialista Brasileiro 1947–1965 \| Esquerda Democrática 1945–1947 Partido Socialista Brasileiro 1947–1965 \| Esquerda Democrática 1945–1947 Partido Socialista Brasileiro 1947–1965 \| Esquerda Democrática 1945–1947 Partido Socialista Brasileiro 1947–1965 \| Esquerda Democrática 1945–1947 Partido Socialista Brasileiro 1947–1965 \| Esquerda Democrática 1945–1947 Partido Socialista Brasileiro 1947–1965 \| \| \| Partido Socialista Brasileiro (PSB) 1985–presente \| Partido Socialista Brasileiro (PSB) 1985–presente \| Partido Socialista Brasileiro (PSB) 1985–presente \| Partido Socialista Brasileiro (PSB) 1985–presente \| Partido Socialista Brasileiro (PSB) 1985–presente \| Partido Socialista Brasileiro (PSB) 1985–presente \| \| União Democrática Nacional (UDN) 1945–1965 \| União Democrática Nacional (UDN) 1945–1965 \| União Democrática Nacional (UDN) 1945–1965 \| União Democrática Nacional (UDN) 1945–1965 \| União Democrática Nacional (UDN) 1945–1965 \| União Democrática Nacional (UDN) 1945–1965 \| \| \| \| \| Esquerda Democrática 1945–1947 Partido Socialista Brasileiro 1947–1965 \| Esquerda Democrática 1945–1947 Partido Socialista Brasileiro 1947–1965 \| Esquerda Democrática 1945–1947 Partido Socialista Brasileiro 1947–1965 \| Esquerda Democrática 1945–1947 Partido Socialista Brasileiro 1947–1965 \| Esquerda Democrática 1945–1947 Partido Socialista Brasileiro 1947–1965 \| Esquerda Democrática 1945–1947 Partido Socialista Brasileiro 1947–1965 \| \| \| Partido Socialista Brasileiro (PSB) 1985–presente \| Partido Socialista Brasileiro (PSB) 1985–presente \| Partido Socialista Brasileiro (PSB) 1985–presente \| Partido Socialista Brasileiro (PSB) 1985–presente \| Partido Socialista Brasileiro (PSB) 1985–presente \| Partido Socialista Brasileiro (PSB) 1985–presente \| \| \| \| \| \| \| \| \| \| \| \| \| \| \| \| \| \| \| \| \| \| \| \| \| \| |                                            |                                            |                                            |                                            |                                            |  |  |  |  |                                                                        |                                                                        |                                                                        |                                                                        |                                                                        |                                                                        |  |  |                                                   |                                                   |                                                   |                                                   |                                                   |                                                   |
| Fonte: CPDOC-FGV e TSE |                                            |                                            |                                            |                                            |                                            |  |  |  |  |                                                                        |                                                                        |                                                                        |                                                                        |                                                                        |                                                                        |  |  |                                                   |                                                   |                                                   |                                                   |                                                   |                                                   |
| União Democrática Nacional (UDN) 1945–1965 | União Democrática Nacional (UDN) 1945–1965 | União Democrática Nacional (UDN) 1945–1965 | União Democrática Nacional (UDN) 1945–1965 | União Democrática Nacional (UDN) 1945–1965 | União Democrática Nacional (UDN) 1945–1965 |  |  |  |  | Esquerda Democrática 1945–1947 Partido Socialista Brasileiro 1947–1965 | Esquerda Democrática 1945–1947 Partido Socialista Brasileiro 1947–1965 | Esquerda Democrática 1945–1947 Partido Socialista Brasileiro 1947–1965 | Esquerda Democrática 1945–1947 Partido Socialista Brasileiro 1947–1965 | Esquerda Democrática 1945–1947 Partido Socialista Brasileiro 1947–1965 | Esquerda Democrática 1945–1947 Partido Socialista Brasileiro 1947–1965 |  |  | Partido Socialista Brasileiro (PSB) 1985–presente | Partido Socialista Brasileiro (PSB) 1985–presente | Partido Socialista Brasileiro (PSB) 1985–presente | Partido Socialista Brasileiro (PSB) 1985–presente | Partido Socialista Brasileiro (PSB) 1985–presente | Partido Socialista Brasileiro (PSB) 1985–presente |
| União Democrática Nacional (UDN) 1945–1965 | União Democrática Nacional (UDN) 1945–1965 | União Democrática Nacional (UDN) 1945–1965 | União Democrática Nacional (UDN) 1945–1965 | União Democrática Nacional (UDN) 1945–1965 | União Democrática Nacional (UDN) 1945–1965 |  |  |  |  | Esquerda Democrática 1945–1947 Partido Socialista Brasileiro 1947–1965 | Esquerda Democrática 1945–1947 Partido Socialista Brasileiro 1947–1965 | Esquerda Democrática 1945–1947 Partido Socialista Brasileiro 1947–1965 | Esquerda Democrática 1945–1947 Partido Socialista Brasileiro 1947–1965 | Esquerda Democrática 1945–1947 Partido Socialista Brasileiro 1947–1965 | Esquerda Democrática 1945–1947 Partido Socialista Brasileiro 1947–1965 |  |  | Partido Socialista Brasileiro (PSB) 1985–presente | Partido Socialista Brasileiro (PSB) 1985–presente | Partido Socialista Brasileiro (PSB) 1985–presente | Partido Socialista Brasileiro (PSB) 1985–presente | Partido Socialista Brasileiro (PSB) 1985–presente | Partido Socialista Brasileiro (PSB) 1985–presente |
| |                                            |                                            |                                            |                                            |                                            |  |  |  |  |                                                                        |                                                                        |                                                                        |                                                                        |                                                                        |                                                                        |  |  |                                                   |                                                   |                                                   |                                                   |                                                   |                                                   |

### Dispersão no período autoritário
Mas ao oferecer apoio total ao Governo João Goulart, o PSB foi atingido na linha de frente pelo golpe militar de 1964. As principais lideranças do partido foram presas e tiveram seus direitos políticos suspensos. A maioria dos parlamentares também teve seus mandatos cassados.
Em 1965, o Ato Institucional nº 2, de 27 de outubro, extinguiu todos os partidos, incluindo o PSB, que na quase totalidade ingressou no Movimento Democrático Brasileiro (MDB), ajudando a organizar seu trabalho de base. Aurélio Viana Guanabara tornou-se um dos principais líderes do MDB no Congresso.
Por outro lado, uma parte dos militantes do PSB preferiu uma atuação mais radical, como Altino Dantas, que ingressou na ALN. Mas, ao contrário do PCB, os socialistas não conseguiram manter uma estrutura partidária ativa no período da ditadura militar. Dessa forma, quando da Abertura política (1979), os ex-militantes do PSB já estavam dispersos.
Enquanto alguns (como Pelópidas da Silveira) permaneceram no PMDB, uma grande parte filiou-se no PDT (como Saturnino Braga, Jamil Haddad e Rogê Ferreira), enquanto a maioria dos intelectuais (como Fúlvio Abramo e Sérgio Buarque de Holanda) participou da fundação do PT.

### Refundação
No início de 1985, com o fim da ditadura e a redemocratização, foi fundado um novo Partido Socialista Brasileiro, resgatando o mesmo programa e manifesto apresentados em 1947, por João Mangabeira.
Entre os signatários do partido, estavam os juristas Evandro Lins e Silva, Evaristo de Morais Filho e o escritor Rubem Braga. Para presidir a primeira comissão provisória foi escolhido o linguista Antônio Houaiss, que no ano seguinte deixou a presidência do partido para o senador Jamil Haddad. A secretaria-geral ficou com Roberto Amaral (ex-PCBR).
O novo PSB nasceu buscando conquistar espaços em um eleitorado de esquerda já integrado a outros partidos (como o PT e o PDT). Em 1986, apesar da intensa mobilização, o PSB elegeu apenas uma deputada para a Constituinte. Mas, dois anos depois, rompido com Brizola, o prefeito do Rio de Janeiro, Saturnino Braga, deixou o PDT para retornar ao PSB, sua antiga agremiação. Em 1988, Arthur Virgílio Neto é eleito prefeito de Manaus pela legenda. Mais tarde, trocaria o PSB pelo PSDB.

## Ideologia
O programa do PSB defendia o regime representativo, a liberdade sindical e de organização partidária, a saúde pública, o ensino gratuito, a reforma agrária, a industrialização e o divórcio. Alguns líderes como Domingos Vellasco eram adeptos ideológicos do socialismo cristão, outros como Mário Pedrosa eram marxistas.

### Participação em eleições presidenciais
| Ano  | Imagem | Candidato(a) a Presidente    | Candidato a Vice-Presidente | Coligação               | Votos     | %     | Colocação |
| ---- | ------ | ---------------------------- | --------------------------- | ----------------------- | --------- | ----- | --------- |
| 1950 |        | João Mangabeira              | Alípio Correia Neto         | sem coligação           | 9.466     | 0,12  | 4.°       |
| 1955 |        | Juarez Távora (UDN)          | —                           | PDC, UDN, PL, PSB       | 2.610.462 | 30,27 | 2.°       |
| 1955 |        | —                            | Milton Campos (UDN)         | PDC, UDN, PL, PSB       | 3.384.739 | 41,70 | 2.°       |
| 1960 |        | Henrique Teixeira Lott (PSD) | —                           | PSD, PTB, PST, PSB, PRT | 3.846.825 | 32,94 | 2.°       |
| 1960 |        | —                            | João Goulart (PTB)          | PSD, PTB, PST, PSB, PRT | 4.547.010 | 36,10 | 1.°       |